# Corrector
En corrector (latin pl. correctores) var en romersk titel på et embede under det Romerske Kejserrige samt det efterfølgende Byzantinske Rige. Titlen er afledt af det latinske verbum corrigere, der betyder "at gøre lige, rette, bringe i orden".
Det danske ord korrektør – som er en person, der praktiserer korrektur og korrektion – stammer fra det latinske ord corrector. 

## Antikkens Rom
Titlen corrector dukkede første gang op under Principatet under Trajans regeringstid (r. 98–117), for ekstraordinære embedsfolk af senatorisk rang, som havde til opgave at undersøge og reformere administrationen i provinserne. Til dette formål blev de betroet fuld imperium maius, som også strakte sig til territorier, der normalt var undtaget fra kejserens provinsguvernørers autoritet: de frie byer i det græske øst, de senatoriale provinser, såvel som Italien selv. Den fulde titel på disse embedsmænd, fra deres institution til slutningen af det 3. århundrede, var på latin legatus Augusti pro praetore [missus] ad corrigendum [ordinandum] statum, på græsk gengivet som πρεσβευτὴς καμαρστιαγρτιτιτιτετεστετεσβευτὴς καμαρστιετγτετεστετεστετεσβευτὴς καἰ ἀντε στοῦ διορθωτὴς [eller ἐπανορθωτὴς] (presbeutes kai antistrategos Sebastou diorthotes/epanorthotes). Fra slutningen af det 3. århundrede blev titlen i stigende grad – og efterfølgende udelukkende – forenklet som corrector på latin og διορθωτὴς (eller ἐπανορθωτὴς) på græsk.
Sendinger af correctores til de græske frie byer samt Italien, der som et storbyområde formelt nød en anden status end provinserne, indledte en proces med langsom nedbrydning af deres særskilte juridiske status og deres gradvise assimilering med de "almindelige" provinser – en proces afsluttet med reformerne af Diocletian (r. 284–305). I begyndelsen af det 4. århundrede havde alle italienske distrikter (og Sicilien) således en corrector som guvernør, selvom de fleste i midten af århundredet blev erstattet af guvernører med rang af consularis. I den administrative opdeling, som bevaret i Notitia Dignitatum, havde correctores den senatoriske rang af vir clarissimus. De rangerede i det Vestromerske Rige mellem consulares og de almindelige praesides, mens de i det Østromerske Rige rangerede under praesides.
Ifølge Notitia Dignitatum (ca. år 400) var de følgende provinser under correctores:
- Apulia et Calabria, i det sydlige Italien
- Lucania et Bruttium, i det sydlige Italien [2]
- Savia, i Pannonien (Balkan)[3]
- Augustamnica, i Egypten
- Paphlagonia, i Lilleasien (Anatolien)[3]

Det angives også, hvilke ansatte (officium) en corrector havde: princeps officii, cornicularius, to tabularii, commentariensis, adiutor, ab actis, subadiuva og endelig et uspecificerede antal exceptores og 'andre' cohortalini, dvs. tjenestefolk.
To berømte, men ekstraordinære correctores var Odaenathus og hans søn Vaballathus, der steg til magt efter kejser Valerian (r. 253–260) blev besejret og taget til fange af sassaniderne i 260. Odaenathus forsvarede ikke kun grænsen i øst, men lykkedes også med at skabe en næsten uafhængig stat (kendt som det Palmyrenske Rrige, efter dets hovedstad Palmyra), selvom det nominelt forblev inden for det Romerske Kejserrige. For sin indsats opnåede han titlen som corrector totius orientis, "Corrector for hele Østen". Da han døde, anmodede – og opnåede – hans søn efter nogle år om samme titel, men kaldte sig senere Augustus. Kejser Aurelian (r. 270–275) marcherede mod øst for at stoppe dette åbne oprør og besejrede og fangede Vaballathus og hans mor (de facto hersker) dronning Zenobia.
I forskellige muncipia forblev corrector-titlen på en permanent enkeltstående øverste magistrat (traditionelt havde der været kollegiale systemer, f.eks. to konsuler eller duumviri), som en byzantinsk kilde fra det 7. århundrede bekræfter for tretten byer i den egyptiske provins Augustamnica Prima.